# Floh-Segge
Die Floh-Segge (Carex pulicaris) ist eine Einährige Segge, eine Art aus der Gattung der Seggen (Carex) innerhalb der Familie der Sauergräser (Cyperaceae).

## Beschreibung

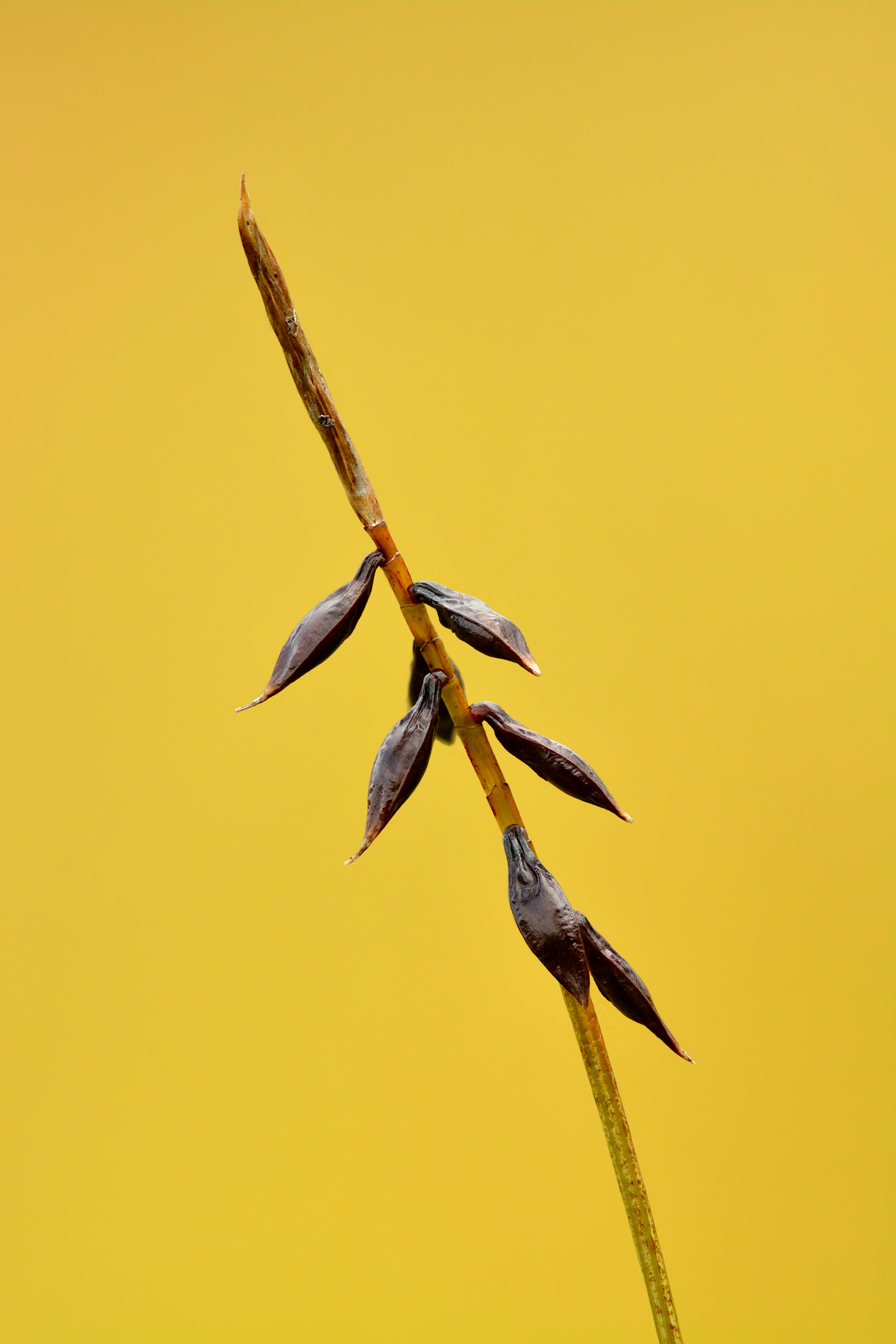
Fruchtstand

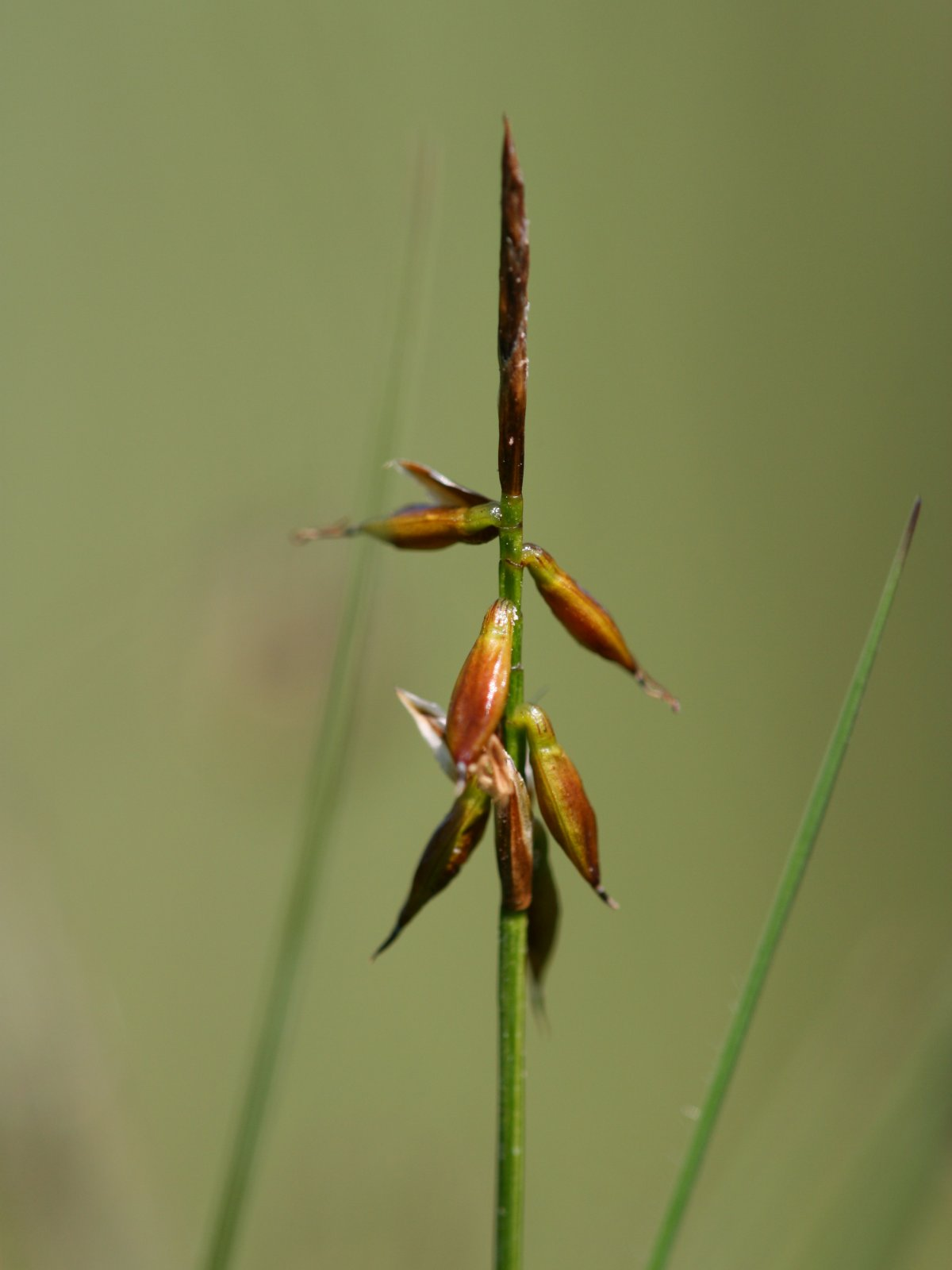
Blütenstand

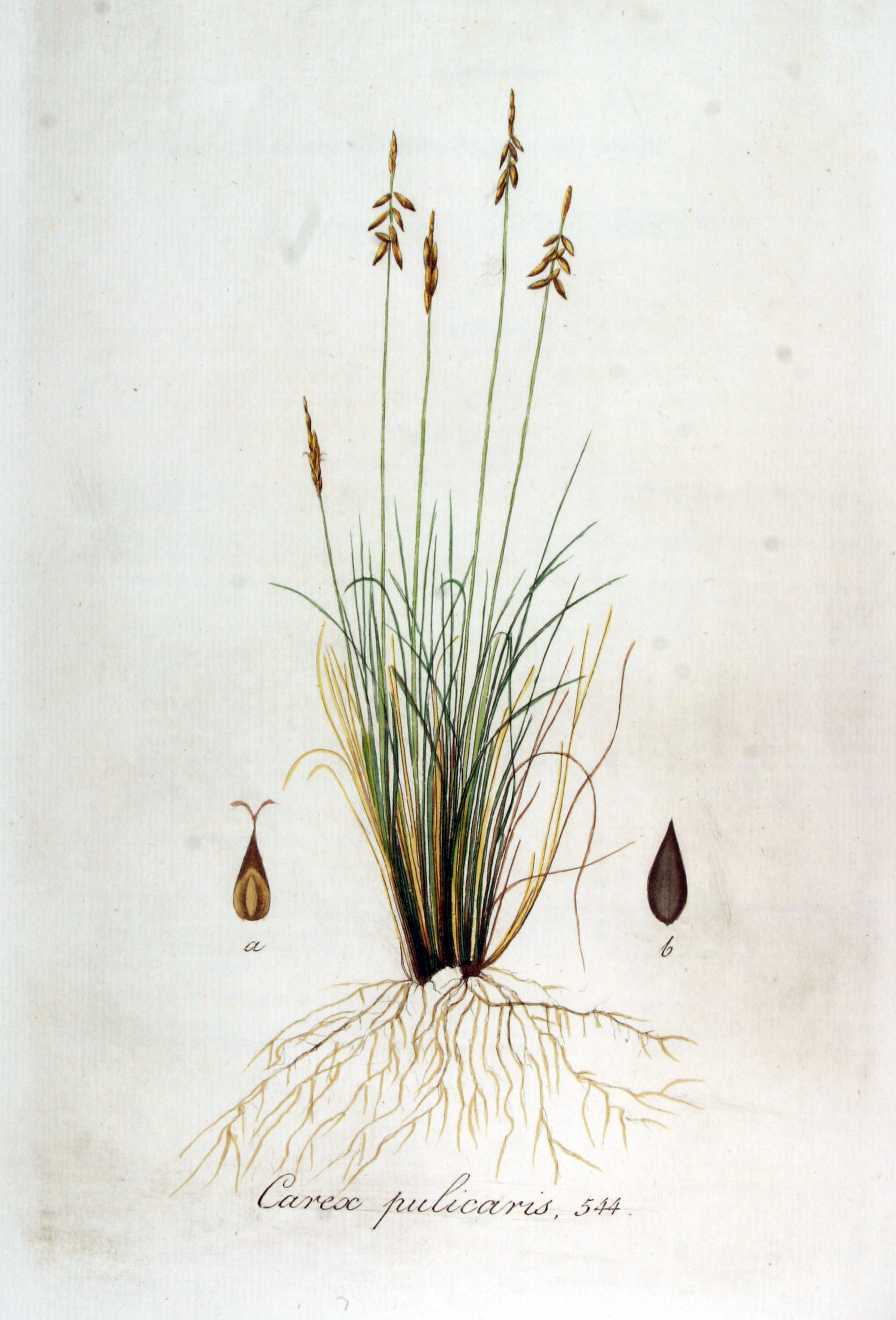
Illustration aus Flora Batava, Volume 7

### Vegetative Merkmale
Die Floh-Segge ist eine ausdauernde krautige Pflanze und erreicht Wuchshöhen von nur 5 bis 20, selten bis zu 35 Zentimetern. Sie wächst in kleinen, lockeren Horsten. Die Wurzeln sind mit einem Durchmesser von unter 0,5 Millimetern sehr dünn. Der aufrechte oder aufsteigende Stängel ist bei einem Durchmesser von etwa 0,5 Millimetern stumpf-dreikantig bis rund, glatt und gestreift und zur Fruchtzeit viel länger als die Blätter. Die Blattspreiten sind borstlich, steif, etwa 0,5 Millimeter breit, glatt, gras-grün und glänzend.

### Generative Merkmale
Die Blütezeit reicht von Mai bis Juni. Der Stängel trägt eine einzige, 10 bis 25 Millimeter lange, endständige Ähre. Im unteren Bereich der Ähre befinden sich die weiblichen Blüten, deren dunkel-braune, im Umriss länglich-lanzettlichen Schläuche etwa 5 Millimeter lang sind und stets länger als die im reifen Zustand bereits abgefallenen Spelzen sind. Die männlichen Blüten stehen an der Spitze der Ähre. Die Spelzen der weiblichen Blüten sind länglich eiförmig, spitz, etwa 4 Millimeter lang, rost-braun mit grünem Kiel und oberwärts mit breitem häutigem Rand. Die Spelzen der männlichen Blüten sind kleiner und heller. Das Ährchen enthält fünf bis acht Schläuche. Die Schläuche sind beiderseits am Grund fast stielartig verschmälert, etwas flach gedrückt, länger als die Spelzen, glatt, hell- bis dunkelbraun und glänzend, anfangs aufrecht abstehend, zuletzt zurückgeschlagen und abwärts gerichtet. Die Achsenspitze ist selten etwas verlängert und ragt dann aus dem Schlauch heraus. Jeder Fruchtknoten endet in zwei Narben.
Die graubraune Frucht ist bei einer Länge von 2,5 bis 3 Millimetern länglich, abgeflacht und schwach gewölbt.
Die Chromosomenzahl beträgt 2n = 58 oder 60.

## Vorkommen
Die Floh-Segge kommt in den subozeanisch geprägten Bereichen der temperaten bis borealen Zone Europas vor. Es gibt Fundortangaben für Spanien, Frankreich, Italien, das Vereinigte Königreich, Irland, Belgien, die Niederlande, Deutschland, die Schweiz, Österreich, Tschechien, die Slowakei, Slowenien, Kroatien, Polen, Dänemark, Estland, Finnland, Schweden, Norwegen und Island.
In Mitteleuropa ist sie im Tiefland und in den niederschlagsreichen Mittelgebirgen selten; im Alpenvorland kommt sie zerstreut vor; sie bildet an ihren Standorten zuweilen kleinere Bestände; in großen Gebieten Mitteleuropas fehlt sie ganz.
Die Floh-Segge braucht basenreichen, meist kalkhaltigen, gut durchlüfteten, nassen Böden. Sie gedeiht daher meist auf sandig-torfigen Untergrund, in dem sie flach wurzeln kann. Sie gedeiht am besten an quelligen Stellen oder am Austritt von Hangdruckwasser; ebenso in Flachmooren und gelegentlich sogar in sumpfigen Streuwiesen und in lichten Auwäldern. Sie steigt in den Alpen bis zur Waldgrenze an. In den Allgäuer Alpen steigt sie am Ofterschwanger Horn in Bayern bis zu einer Höhenlage von 1400 Metern auf. In Tirol steigt sie bis 2086 Meter, im Ober-Engadin bis 2275 Meter auf.
Die ökologischen Zeigerwerte nach Landolt et al. 2010 sind in der Schweiz: Feuchtezahl F = 4w+ (sehr feucht aber stark wechselnd), Lichtzahl L = 4 (hell), Reaktionszahl R = 3 (schwach sauer bis neutral), Temperaturzahl T = 3 (montan), Nährstoffzahl N = 2 (nährstoffarm), Kontinentalitätszahl K = 2 (subozeanisch).
Nach Düngung mit Stickstoff verschwindet sie. Sie gilt als Kennart der Assoziation Parnassio-Caricetum fuscae, kommt aber auch in anderen Assoziationen des pflanzensoziologischen Verbandes Caricion davallianae vor.

### Gefährdung
In Deutschland ist sie eine stark gefährdete Art. Die Floh-Segge geht im zentraleuropäischen Flachland sowie in weiten Teilen Deutschlands stark zurück. Bedroht ist die Floh-Segge vor allem durch das Nachlassen extensiver Nutzung von  Frisch- und Feuchtwiesen, der zunehmenden Eutrophierung der Böden durch Düngereintrag durch intensive Landwirtschaft, und das Trockenlegen von Feuchtwiesen. In einigen deutschen Bundesländern ist die Floh-Segge bereits vom Aussterben bedroht. Deutschlandweit wird sie derzeit in der Roten Liste der Gefäßpflanzen noch als Stark Gefährdet eingestuft. In der Schweiz gilt sie als „potentiell gefährdet“.

## Taxonomie
Die Erstveröffentlichung von Carex pulicaris erfolgte 1753 durch Carl von Linné in Species Plantarum Tomus II, S. 972. Das Artepitheton „pulicaris“ weist auf die Ähnlichkeit in Farbe und Gestalt der Fruchtschläuche mit Flöhen (lateinisch pulex = „Floh“) hin.